# الرودة
قرية الرودة هي إحدى القرى التابعة لمركز المنزلة في محافظة الدقهلية في جمهورية مصر العربية. حسب إحصاءات سنة 2006، بلغ إجمالي السكان في الرودة 6028 نسمة، منهم 3143 رجل و2885 امرأة.